# Лукашик Олександр Петрович
Олександр Петрович Лукашик (рос. Александр Петрович Лукашик), (* 2 липня 1959, РРФСР, СРСР) — російський дипломат. Кандидат історичних наук (1998). Тимчасовий повірений у справах Росії в Україні (2016-2022).

## Біографія
На дипломатичній службі в СРСР та Росії з 1989 року. Працював у Центральному апараті МЗС Росії, у посольствах Росії в Республіці Конго, Великої Британії й Люксембургу.
У 2008 році був тимчасовим повіреним у справах РФ в Люксембургу
25 листопада 2015 року нагороджений орденом «За заслуги перед Вітчизною» II ступеня
З 16 листопада 2016 по 10 лютого 2022 року — Тимчасовий повірений у справах Росії в Україні.
У 2022—2024 рр. — директор Департамента із зв'язків з суб'єктами Федерації, парламентом і громадськими організаціями МЗС РФ.
10 квітня 2025 року — надзвичайний і повноважний посол РФ в Чорногорії.

## Автор праць
- Внешнеполитические концепции Французской социалистической партии, 1971—1995 гг. : диссертация … кандидата исторических наук : 07.00.03. — Москва, 1998. — 242 с.[5]